# Marco Popilio Lenas (cónsul 173 a. C.)
Marco Popilio Lenas o Lenate (en latín, Marcus Popillius P. f. P. n. Laenas) fue un político y militar de la República romana que ocupó el consulado en el año 173 a. C. 

## Carrera política
Fue nombrado triunviro para establecer una colonia cerca de Pisae.
Posteriormente, fue elegido pretor en 176 a. C., si bien optó por no trasladarse a su provincia, Cerdeña, para no estorbar los éxitos militares que el propretor Tito Ebucio, estaba obteniendo. Un nuevo líder necesitaría tiempo para adaptarse a la situación, lo cual habría supuesto la pérdida de un tiempo precioso.
Fue elegido cónsul para el año 173 a. C. junto con Lucio Postumio Albino. Popilio marchó hacia su provincia y comenzó una guerra contra una tribu de ligures, los statellati, asentados al norte de Italia. 
Dirigió a sus tropas en una sangrienta batalla en la ciudad de Caristum, que terminó cuando Popilio lanzó a su caballería y esta fue capaz de romper las líneas enemigas. La propia caballería mató a muchos de los combatientes que huían hacia su ciudad y, según Tito Livio, los romanos mataron a unos 10 000 enemigos y capturaron a 700, perdiendo unos 3.000 hombres en la batalla. Los ligures que sobrevivieron, se rindieron esperando clemencia por parte de Popilio. Este, sin embargo, destruyó su ciudad y los vendió a todos como esclavos.
El Senado romano se indignó al enterarse de los acontecimientos y del trato dado a personas que no habían tomado las armas contra Roma, sino que habían sido atacadas sin provocación. Exigió que Popilio retornase a los ligures a sus hogares y que les devolviese sus propiedades, pero el propio Popilio se indignó por esa exigencia y se negó a obedecer al Senado. Por el contrario, volvió a Roma para enfrentarse a los senadores, y argumentó que debería haber recibido agradecimientos en lugar de órdenes para devolver el botín a los vencidos. Muchos senadores volvieron a atacar sus acciones, y Popilio volvió a su provincia sin haber logrado conseguir apoyos en el Senado.
Al año siguiente Popilio continuó con sus campañas de agresión contra los statellati, matando a otros 6.000 hombres en la batalla. Sus acciones provocaron una revuelta general por parte de los ligures, y el Senado emitió un decreto en el que establecía que cualquiera que impidiese la vuelta de un ciudadano statellati a la libertad se enfrentaría a un juicio. Popilio, por su parte, se negó a volver a Roma, hasta que un Tribuno de la Plebe amenazó con juzgarle in absentia. Popilio fue juzgado, pero no fue condenado gracias a la influencia de su hermano, cónsul ese año, y del resto de la familia.
A pesar de toda la polémica derivada de sus acciones contra los ligures, Popilio sería más tarde elegido censor en 159 a. C. junto con Publio Cornelio Escipión Nasica Córculo. cargo que ejerció, como puede suponerse, con energía y severidad.